# ヒガ・インダストリーズ
株式会社ヒガ・インダストリーズは、食材の輸入・販売を行う会社。
創業者は、ハワイ生まれ日系3世のアーネスト・エム・比嘉（ヒガ・アーネスト・マツオ）。

## 沿革

### 旧会社
- 1964年3月 - 株式会社ワイ・ヒガコーポレーションとして創業。創業者は比嘉悦雄。
- 1985年 - アメリカのピザ宅配チェーン「ドミノ・ピザ」の日本におけるフランチャイズ権を取得し、日本における同ブランドの店舗展開を開始。
- 1994年 - 株式会社ワイ・ヒガコーポレーションが、株式会社ヒガ・インダストリーズに商号変更。
- 2002年9月 - エヌ・アイ・エフSMBCベンチャーズ株式会社（後の大和SMBCキャピタル株式会社）が、株式67%を取得。
- 2006年8月30日 - 株式会社ダスキンと資本業務提携。株式譲渡により、出資比率が大和SMBCキャピタル株式会社と株式会社ダスキンがそれぞれ44%になる。
- 2006年9月 - サンドイッチチェーン「クイズノス・サブ」（Quiznos Sub）の日本におけるフランチャイズ契約を取得し、日本における同ブランドの店舗展開を開始。
- 2009年 - 株式会社ヒガ・インダストリーズが、クイズノス・サブ事業から撤退。
- 2010年2月 - プライベート・エクイティファンドのベインキャピタルが、ダスキン（44%）、大和SMBCキャピタル（44%）、ヒガ・アーネスト・マツオ（12%）から株式を取得し、株式会社ヒガ・インダストリーズがベインキャピタルの完全子会社となる。
- 2010年3月10日 - 株式会社ヒガ・インダストリーズが、株式会社ドミノ・ピザ ジャパンに商号変更。

以降については、「ドミノ・ピザ#日本での展開」を参照。

### 現会社
- 1988年5月 - アーネスト・エム・比嘉が株式会社ヒガ・インターナショナル設立。
- その後、株式会社ヒガ・インターナショナルが、株式会社ヒガ・インダストリーズに商号変更。
- 2011年3月 - アメリカのウェンディーズ・アーピレズ・インターナショナルと資本業務提携。日本における「ウェンディーズ」の店舗展開を開始予定[1]。
- 2011年4月 - 子会社（51％出資）として、合弁会社のウェンディーズ・ジャパン合同会社を設立。